# Melvin Village (Nuevo Hampshire)
Melvin Village es un lugar designado por el censo ubicado en el condado de Carroll en el estado estadounidense de Nuevo Hampshire. En el Censo de 2010 tenía una población de 241 habitantes y una densidad poblacional de 103,16 personas por km².

## Geografía
Melvin Village se encuentra ubicado en las coordenadas 43°41′24″N 71°18′15″O / 43.69000, -71.30417. Según la Oficina del Censo de los Estados Unidos, Melvin Village tiene una superficie total de 2.34 km², de la cual 2.32 km² corresponden a tierra firme y (0.55%) 0.01 km² es agua.

## Demografía
Según el censo de 2010, había 241 personas residiendo en Melvin Village. La densidad de población era de 103,16 hab./km². De los 241 habitantes, Melvin Village estaba compuesto por el 99.17% blancos, el 0% eran afroamericanos, el 0% eran amerindios, el 0.83% eran asiáticos, el 0% eran isleños del Pacífico, el 0% eran de otras razas y el 0% pertenecían a dos o más razas. Del total de la población el 0% eran hispanos o latinos de cualquier raza.